# Olympische Sommerspiele 1992/Teilnehmer (Andorra)
| Gelbes Symbol für Goldmedaillen mit stilisierten Olympischen Ringen | Graues Symbol für Silbermedaillen mit stilisierten Olympischen Ringen | Braundes Symbol für Bronzemedaillen mit stilisierten Olympischen Ringen |
| ------------------------------------------------------------------- | --------------------------------------------------------------------- | ----------------------------------------------------------------------- |
| —                                                                   | —                                                                     | —                                                                       |

Andorra nahm an den Olympischen Sommerspielen 1992 in Barcelona, Spanien, mit einer Delegation von acht Sportlern (sieben Männer und eine Frau) in fünf Sportarten teil. Zum ersten Mal in der olympischen Geschichte Andorras nahm eine Frau für Andorra an den Olympischen Spielen teil.

## Teilnehmer nach Sportarten

### Judo
- Antoni Molne
Superleichtgewicht: 23. Platz

### Leichtathletik
- Margarida Moreno
Frauen, Hochsprung: 41. Platz in der Qualifikation

### Radsport
- Xavier Pérez
Straßenrennen: 31. Platz

- Emili Pérez
Straßenrennen: 82. Platz

- Juan Josep González
Straßenrennen: DNF

### Schießen
- Joan Besoli
Trap: 29. Platz

### Segeln
- David Ramón
470er: 27. Platz

- Oscar Ramón
470er: 27. Platz